# John Lennon-szobor (Havanna)
A John Lennon-szobor a zenészről elnevezett parkban, Havanna Vedado kerületében található, a hatodik és a tizenhetedik utca kereszteződésének közelében. A park korábbi neve: Parque Menocal.
2000. december 8-án avatták fel itt John Lennon bronzszobrát Fidel Castro részvételével, aki Lennont örök lázadónak, Amerika-ellenes forradalmárnak nevezte. A szobor alkotója José Villa Soberón kubai szobrász, Nemzeti Művészeti Díjjal is kitüntetett művész, aki a Benny Moré-szobrot is megformázta.
A park látogatói közül később egyesek olykor elvitték Lennon (amúgy különálló, leemelhető) szemüvegét, ezért Juan González parkőr gondoskodik arról, hogy ha a fotózók kedvéért szükséges, feltegye rá.
A szobor talapzatán egy idézet található John Lennon egyik szerzeményéből, az „Imagine” című számból: "You may say I'm a dreamer, but I'm not the only one" (szabad fordításban: Mondhatod rám, hogy álmodozó vagyok, de nem én vagyok az egyetlen). A szobrot 2000. december 8-án avatták fel, John Lennon tragikus halálának 20. évfordulóján.
Egy évvel később Ernesto Juan Castellanos kubai író könyvet jelentetett meg John Lennon en La Habana with a little help from my friends címmel („John Lennon Havannában, egy kis segítséggel a barátaimtól”). A könyvben szót ejt a személyesen John Lennont és a  The Beatlest sújtó tilalomról, ami Kubában érintette őket az 1960-as és 1970-es évek során.